# Те Таухуну
Те Таухуну је ненасељено острвце у саставу атола Нукунону у оквиру острвске територије Токелау у јужном делу Тихог океана. Налази се у западном делу атола, између острваца Нукунону и Те Каму. Прекривено је тропским растињем.